# Гольшанский, Януш Юрьевич
Я́нуш Ю́рьевич Гольша́нский (ок. 1505—1549) — государственный деятель Великого княжества Литовского, князь дубровицкий (1536—1549) и гольшанский (1536—1549), державца горвальский (1531), стольник великий литовский (1540—1542), воевода киевский (1542—1544) и трокский (1544—1549), державца могилёвский (1547). Старший сын князя Юрия Ивановича Гольшанского (ум. 1536).

## Биография
В 1530 году Януш Гольшанский, командуя войском ВКЛ, одержал победу над татарским войском. Ещё в 1531 году Януш получил во владение замок Горваль и стал державцей горвальским. В 1536 году после смерти своего отца, князя Юрия Ивановича Гольшанского, Януш Гольшанский унаследовал Дубровицкое и Гольшанское княжества. В 1540 году был назначен великим стольником литовским. В 1542 году Януш Юрьевич Гольшанский был назначен воеводой киевским, а через два года получил должность воеводы трокского. В 1547 году получил в держание замок Могилёв.
Януш Юрьевич Гольшанский был женат на Елизавете (Эльжбете) Николаевне Радзивилл, дочери воеводы виленского и великого канцлера литовского Николая Николаевича Радзивилла (ум. 1522) и Эльжбеты Сакович, от брака с которой не имел детей.
В 1549 году после смерти Януша Гольшанского ему наследовал младший брат Семён (ум. 1556).